# Blanktjärnen (Järna socken, Dalarna)
Blanktjärnen är en sjö i Vansbro kommun i Dalarna och ingår i Dalälvens huvudavrinningsområde.